# SamFilm
Die SamFilm GmbH mit Sitz in München ist ein Filmunternehmen, welches als Filmproduktionsgesellschaft tätig ist.

## Geschichte

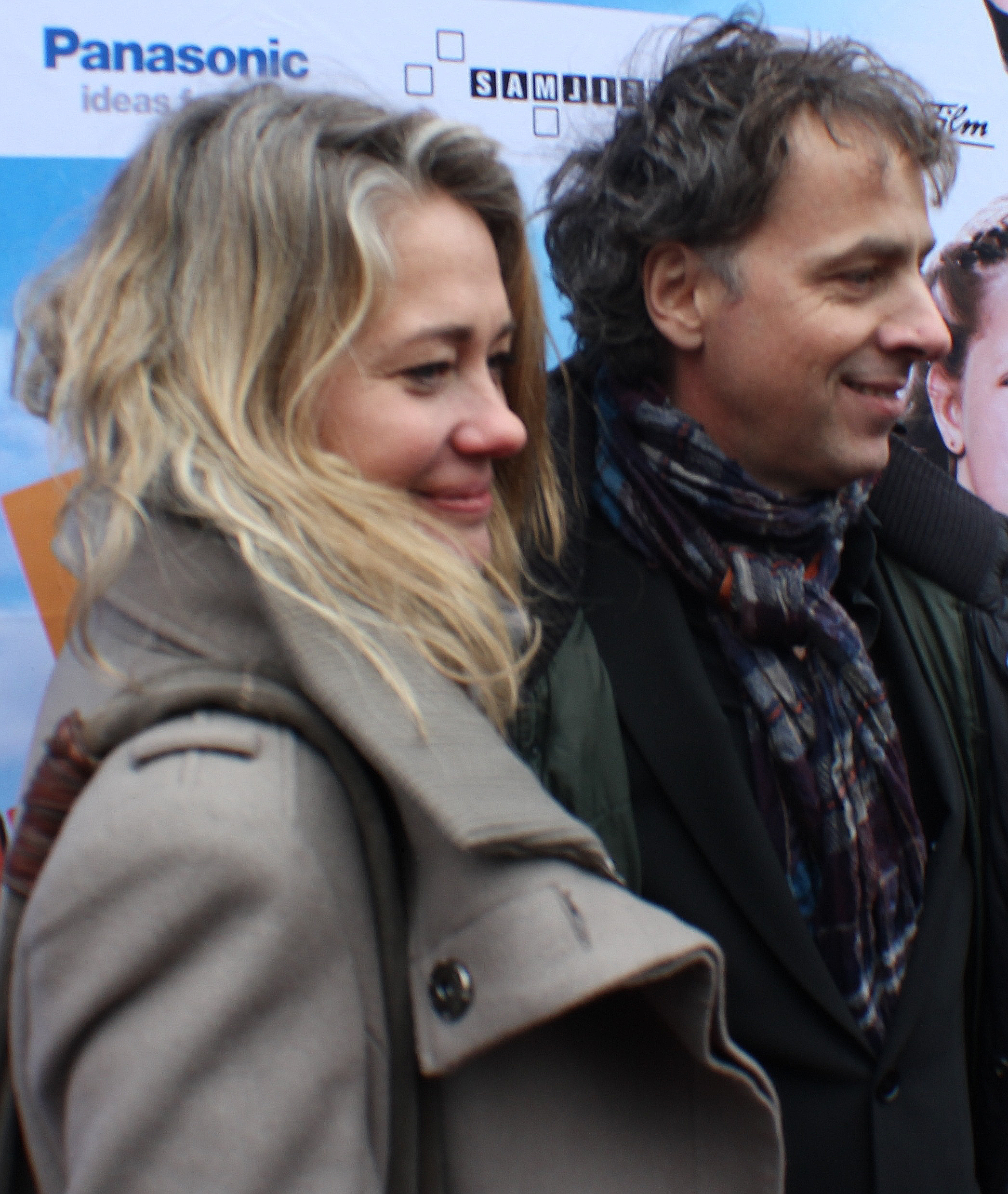
Ewa Karlström und Andreas Ulmke-Smeaton bei der Schleswigpremiere von Fünf Freunde (2012)

Ewa Karlström und Andreas Ulmke-Smeaton gründeten 1996 die SamFilm GmbH, seit 2018 ist zudem Bernd Schiller Teil der Geschäftsführung. Bekannte Erfolge der Produktion waren die Kinoverfilmungen der Wilden Kerle und der Film Es ist ein Elch entsprungen. 2012 kam ihr Film Fünf Freunde ins Kino. In den Jahren danach produzierten sie noch weitere drei Filme der Fünf Freunde-Reihe. Darüber hinaus kamen seit 2013 fünf Filme der preisgekrönten Ostwind-Reihe ins Kino.

## Produktionen (Auswahl)
- 2003: Die Wilden Kerle
- 2005: Die Wilden Kerle 2
- 2005: Es ist ein Elch entsprungen
- 2006: Die Wilden Kerle 3
- 2007: Die Wilden Kerle 4
- 2008: Die Wilden Kerle 5
- 2008: Sommer
- 2009: Gangs
- 2010: Rock It!
- 2010: Ein russischer Sommer (Koproduktion)
- 2010: Groupies bleiben nicht zum Frühstück
- 2011: Das Blaue vom Himmel
- 2012: Fünf Freunde
- 2013: Fünf Freunde 2
- 2013: Ostwind
- 2014: Fünf Freunde 3
- 2015: Fünf Freunde 4
- 2015: Ostwind 2
- 2016: Die wilden Kerle – Die Legende lebt
- 2016: Verrückt nach Fixi
- 2017: Ostwind – Aufbruch nach Ora
- 2017: Trakehnerblut
- 2018: Fünf Freunde und das Tal der Dinosaurier
- 2019: Ostwind – Aris Ankunft
- 2021: Ostwind – Der große Orkan
- 2022: Der junge Häuptling Winnetou
- 2025: Ein Mädchen namens Willow

## Auszeichnungen
- 2003 Kindermedienpreis Der weiße Elefant für Die wilden Kerle
- 2005 Bayerischer Filmpreis in der Kategorie Bester Familienfilm für Es ist ein Elch entsprungen
- 2011 Bayerischer Filmpreis als Koproduzenten für Das Blaue vom Himmel
- 2013 Gilde Filmpreis in der Kategorie Bester Kinderfilm für Ostwind
- 2013 Bayerischer Filmpreis in der Kategorie Bester Familienfilm für Ostwind
- 2014 Deutscher Filmpreis in der Kategorie Bester Kinderfilm für Ostwind
- 2015 Deutscher Filmpreis in Silber als Koproduzenten für Das finstere Tal
- 2015 Kindermedienpreis Der weiße Elefant in der Kategorie Beste Kinofilm-Produktion für Ostwind 2